# شالوم (هفته‌نامه)
شالوم (به ترکی استانبولی: Şalom) نام یک هفته‌نامه ترکی با محتوای مرتبط با یهودیت است که در ترکیه منتشر می‌شود. این هفته‌نامه که در استانبول چاپ می‌شود، در ۲۹ اکتبر ۱۹۴۷ توسط ژورنالیست ترک یهودی آورام لیون پایه‌گذاری شد و هر چهارشنبه نیز منتشر می‌شود. شمارگان آن ۵٬۰۰۰ نسخه است.